# 마리오 시리즈의 등장인물 목록
이 문서는 슈퍼 마리오 게임 시리즈에 빈번하게 등장하는 캐릭터에 관한 목록이다. 마리오 시리즈에 등장하는 캐릭터들은 이른바 마리오 패밀리(マリオファミリー)로 불린다. 여기에 속하는 캐릭터 중 일부는 각각 독자적인 파생 작품의 주인공 역할을 하기도 한다. 《슈퍼 마리오브라더스》 이래로, 각 캐릭터의 공식 디자인 및 감수는 오다베 요이치(小田部羊一)가 맡고 있다.

## 주인공 캐릭터

### 마리오
닌텐도의 주인공이라고 할 수 있을 만큼 유명한 캐릭터이다. M자가 그려진 빨간 모자와 콧수염, 파란 멜빵바지가 대표적이다.

### 루이지
마리오의 동생으로 겁이 많으며 조금 말랐다. 어려운 일이 생기면 무조건 형만 찾는다. 하지만 가끔 용기를 낼 때도 있으며 라이벌은 킹부끄이다.

### 피치
버섯왕국의 공주로 금색왕관에 분홍색으로 뒤덮힌 드레스를 입고 있다. 그녀는 마리오와 러브라인 정도의 관계를 가지고 있으며, 쿠파가 여러가지 이유로 잡아가는 캐릭터다. 그리고

### 데이지
버섯 왕국의 공주인 피치와는 달리 사라사 랜드의 공주이다. 첫 등장은 슈퍼 마리오 랜드로 데이지와 왕국을 지배하려는 계획을 세우던 외계인 타탕가에 의해 납치되는 공주 캐릭터였으며 후에 데이지는 마리오 오픈 골프에서 루이지의 캐디로 등장한다. 마리오 테니스를 시작으로, 마리오 파티, 마리오 파티 2, 마리오 파티 어드밴스를 제외한 마리오 파티 시리즈에 등장하며, 마리오 카트 시리즈에도 등장한다.
그녀는 갈색 머리에, 초록색 꽃이 있는 왕관을 쓰고, 노란색과 주황색이 섞인 색의 드레스를 입고 있다. 마리오 골프, 마리오 테니스 등등 운동게임에서는 반팔과 바지의 차림을 볼 수 있다.

### 동키콩
커다란 덩치의 고릴라로 초대 동키콩인 크랭키콩의 손자이다. 동명의 게임에 처음 등장하였으며 동키콩 컨트리부터는 'DK'가 쓰여있는 넥타이를 매기 시작했다.

### 디디콩
동키콩 컨트리에서 처음 출현한 동키콩의 동료이다. 작은 체구이며, 땅콩을 쏘는 피넛 팝건과 강한 화력의 , 위로 올라갈 수 있는 나무통 제트를 가지고 있다.

### 키노피오
피치 공주의 신하로, 슈퍼 마리오브라더스에서 등장하였다. 마리오 카트 더블 대시에서는 키노피코의 파트너로 나온다.

### 키노피코
여성 키노피오이며, 마리오 파티 시리즈와 마리오 카트 시리즈, 슈퍼 마리오 시리즈, 페이퍼 마리오 시리즈에(페이퍼 마리오 종이접기 킹에서는 등장하지 않는다) 등장한다. 그녀의 첫 등장은 마리오 카트 더블 대시에서 키노피오의 파트너이자, 히든 캐릭터이다. 페이퍼 마리오: 천년문에서는 마리오가 부츠와 해머를 업그레이드 하는 데 도움을 준다. 그녀는 마리오 파티 6부터 플레이 가능한 캐릭터로 등장한다. 그녀는 마리오 파티 DS의 키노피코의 음악실에서 작아진 마리오 일행에게 해머브러스를 물리쳐 달라는 부탁을 한다. 또한, 그녀는 마리오 슈퍼스타 베이스볼, 댄스 댄스 레볼루션 with 마리오와 마리오 카트 Wii에서도 숨겨진 캐릭터로 등장하였으며, 슈퍼 마리오 갤럭시에서는 카메오 출연을 했다.(다른 키노피코는 없다.)

### 요시
슈퍼 마리오 월드부터 등장하였으며, 마리오를 업을 수 있거나 혀로 물건을 집을 수 있다. 요시 아일랜드부터는 다양한 색깔의 요시가 등장한다.

### 포치
요시 아일랜드부터 등장한 개. 귀와 코가 없다. 확실히 말하자면 조연이다. 요시가 타고 다니며 슈퍼마리오 오디세이에서는 파워문의 위치를 알려준다. 항상 혀를 내민다.

### 와리오
슈퍼 마리오 랜드 26개의 금화부터 악당으로 등장하였으며 현재는 플레이어블 캐릭터로 자주 나오는 편이다.

### 캐서린
캐서린은 마리오 게임 시리즈에서 주로 적으로 등장하는 캐릭터로, 분홍색 몸통에 주둥이가 나온 공룡처럼 생겼으며, 머리에는 빨간 리본을 매고 있고, 왼쪽 검지 손가락에 다이아 반지를 끼고 있다.캐릭터 이름은 여성 이름 이지만 실제로는 자신을 암컷으로 생각하는 수컷으로 오카마 캐릭터 라는 설정의 캐릭터 였지만 이후 공식적으로 캐서린의 성별은 암컷이 맞다고 닌텐도 회사가 직접 밝혔다. 캐서린의 첫 등장은 도키도키 패닉에서 알을 쏘면서 주인공 캐릭터를 방해하는 중간 보스로, 이 게임은 후에 슈퍼 마리오 USA로 리메이크된다.

### 로젤리나
로젤리나(ロゼッタ, 로제타)는 우주의 '별똥별 천문대'의 주인으로, 슈퍼 마리오 갤럭시에서 처음 등장한다. 우주에 존재하는 모든 치코(어린 별)의 어머니 노릇을 한다. 
그녀는 은색 왕관을 쓰고 있으며, 금발 머리에 하늘색 드레스를 입고, 별 모양의 작은 지팡이를 들고 있다. 그녀는 여자임에도 불구하고 키가 매우 크다. 이런 신체적 특징 때문에 스핀오프 게임에서는 높은 체급으로 설정되어 있다.

### 와루이지
와루이지는 와리오의 동료 캐릭터이다. 뚱뚱하고 키가 작은 와리오와는 달리 비쩍 마르고 키가 큰 체구를 가졌으며, 머리에는 그리스 감마 기호가 씌어진 보라색 모자를 쓰고 있다. 와리오의 모자 글자가 마리오 모자의 글자를 뒤집은 것과 똑같은 모습인 것처럼, 루이지 모자의 글자를 뒤집은 것으로 추정된다. 루이지를 라이벌로 생각하고 있으나 루이지는 신경 쓰지 않는다. 와루이지의 첫 등장은 마리오 테니스에서 와리오의 복식 파트너이다. 마리오 파티 3부터, 데이지와 같이 마리오 파티 시리즈에 출연하고 있다(어드밴스는 제외). 또한 댄스 댄스 레볼루션 with 마리오에 등장했다. 여러가지 게임에 게스트?같은 느낌으로 나왔지만 그를 주인공으로 한 게임은 아직 없다.

### 아라따 박사
루이지 맨션 시리즈에서만 등장하는 인물로, 루이지를 조사하려는 맨션 근처에 살아 유령들을 연구하는 박사로, 그 집에서 마리오가 사라졌다는 루이지의 말을 듣고 유령싹싹을 주면서 연구와 함께 루이지를 도와준다.
또 만일을 대비하여 통신 장비로 개조한 게임보이 호러를 통해 루이지와 교신하며, 상황에 따라 등장하며 상황을 알려주면서 루이지에게 여러 도움을 주기도 한다.(여담으로 슈퍼 마리오 선샤인에서 물펌프 F.L.U.D.D.가 자신을 만든 사람을 언급하는데 그 사람이 바로 아라따 박사다.

### 캐피
슈퍼마리오 오디세이에서만 등장한 혼령이다.
마리오 모자의 조각을 보고 마리오 모자로 변신한다.

### 미니 마리오
미니 마치에서부터 등장했던 마리오의 장난감 버전. 마리오 vs. 동키콩에선 마리오가 등장하는 격이다.
여기부턴 마리오의 적, 악역이 나옵니다.

### [1]쿠파
마리오 시리즈의 악당으로 등장하며, 마리오 카트 시리즈나 이 외의 게임들은 플레이어블 캐릭터로 등장한다.
쿠파 군단의 대장으로 부하인 쿠파 7인조와 자식인 쿠파주니어를 두고 있다. 그러나 페이퍼 마리오 종이접기 킹에서는 동료가 되기도 했다.

### 쿠파주니어
쿠파주니어는 쿠파의 아들로, 슈퍼 마리오 선샤인에서 처음 등장했다. 그는 슈퍼 마리오 선샤인과 뉴 슈퍼 마리오브라더스에서 쿠파 대신 주 보스로 등장한다. 슈퍼 마리오 선샤인에서, 그는 마법 페인트붓을 사용하며, 특별한 손수건을 목에 매고 다니는데, 이 손수건을 뒤집어 쓰면 그는 마리오와 겉모습은 같으나, 그림자처럼 검은색을 띠는 그림자 마리오가 된다. 뉴 슈퍼 마리오브라더스에서는 피치 공주를 납치하여 마리오를 고생시키며, 슈퍼 마리오 갤럭시에서는 마리오가 여섯 개의 그랜드 스타를 가져가는 것을 방해한다. 뉴 슈퍼 마리오브라더스 Wii에서는 파스텔 케이크로 피치를 엎어서 납치하고(그 때는 피치 공주의 생일이었다.), 비행선의 보스로 등장한다. 뉴 슈퍼 마리오브라더스 U에서는 거대한 로봇 팔로 피치 공주를 납치한다. 페이퍼 마리오 종이접기 킹에서는 마귀와 같이 동료가 되기도 했다. 그리고 퓨리 월드에서는 동료가 마찬가지로 됐다.

### 킹크루루
거대한 몸집을 지닌 왕관을 쓰고 다니고 망토를 입은 거대한 악어로 동키콩 시리즈의 메인빌런 이자 최종보스이다. 키는 약 5m 정도로 키가 약 250cm 정도인 동키콩이 킹크루루 몸의 약 절반 정도의 크기이다. 왕관을 쓴 모습을 보면 알수 있듯이 크렘린 종족의 왕이다. 종은 악어가 맡기는 한데 악어 답지않게 꼬리가 짧고 배꼽이 있다. 쿠파와 마찬가지로 몸집이 거대하고 괴력도 강하며 동키콩 시리즈의 메인빌런 이자 최종보스이다. 일단 같은 악역 캐릭터인 쿠파의 키는 약 3m 정도로 쿠파도 킹크루루 못지않게 몸집이 거대하긴 하지만 킹크루루 보다는 몸집이 작으며 힘도 킹크루루 보다는 약하다.

### 쿠파 7인조
거북의 형상을 바탕으로 한 7인조 캐릭터로 7인의 이름은 각각 래리, 모톤, 웬디, 이기, 로이, 레미, 루드윅이다. 슈퍼 마리오브라더스 3과 슈퍼 마리오 월드에서는 본래 쿠파의 일곱 자녀, 즉 꼬마쿠파 7형제로 알려져 있었으나, 쿠파주니어가 등장한 이후로 쿠파의 자녀에 관한 설정이 혼재하다가, 쿠파주니어와 7인조가 동시에 등장하는 뉴 슈퍼 마리오브라더스 Wii 이후로는 쿠파의 부하들로 불리게 되어 쿠파주니어가 쿠파의 유일한 아들이며 7인조는 자녀가 아닌 부하라는 설정으로 굳어졌다. 마리오 카트 8 이후로 현재의 명칭으로 정착되었다.
쿠파7인조 구성원의 이름은 대개 음악인들의 이름에서 유래되었다. 슈퍼 마리오브라더스 3이 일본에서 출시되었을 때에는 개인에게 이름이 붙여지지 않았으며, 영어 번역을 담당하였던 데이브 브룩스(Dayvv Brooks)에 의해 붙여졌다. 한편 DiC에서 만든 TV 애니메이션 시리즈 슈퍼마리오 3에서는 쿠파7인조 구성원에게 다른 이름이 붙었는데, 시리즈가 제작 중일 때 이들에게 아직 이름이 붙여지지 않았기 때문이다.

### 마귀(카멕)
마귀(카멕, カメック)의 성별은 여성이며 쿠파의 유모이다. 또한 쿠파군단의 일원중 몇 안되는 여자 캐릭터이기도 하다. 또한 쿠파가 어렸을땐 여성 악역이 아예 없어서 쿠파군단의 일원들중 유일한 여성이었다. 또한 쿠파군단의 일원들중 계급이 제일높다.

### 굼바
굼바(영어: Goomba, 일본어: クリボー)는 마리오 시리즈에 등장하는 캐릭터로 슈퍼 마리오 브라더스에서 처음 등장한다. 마리오나 루이지가 밟거나, 파이어볼로 쓰러트릴 수 있고, 엉금엉금의 등껍질로 해치울 수도 있다. 마리오 카트에는 장애물 역할을 한다. 가끔씩은 플레이 가능 캐릭터로 등장하는데,  (날개 달린 굼바(영어: Paragoomba)도 나온다.)
마리오 슈퍼 슬러거나 마리오 슈퍼스타 베이스볼에서는 플레이 가능 캐릭터이다. 슈퍼마리오 오디세이 에서는 잠깐의 시간동안 캡쳐해서 플레이 할 수 있다.

### 헤이호
헤이호는 빨간 망토를 온몸에 두르고 있으며, 하얗고 동그란 가면에 눈과 입이 그려져 있는 가면을 쓰고 있다. 헤이호는 슈퍼 마리오 USA부터 등장했다.

### 엉금엉금
슈퍼 마리오브라더스에 처음 등장한다. 굼바와 세트인 캐릭터. 마리오 브라더스에 나오는 "거북님"과 닮아 많은 사람들이 혼동한다.
가끔 펄럭펄럭(날개달린 엉금엉금)도 나온다.

### 킬러
미사일 모양의 적. 슈퍼 마리오 월드부터는 그의 큰 버전인 메그넘 킬러(banzai bill)이 등장한다. 3D식 게임에선 주인공(마리오)를 쫓아온다.

### 와르르
와르르는 엉금엉금의 해골 버전이다. 슈퍼 마리오 브라더스 3에서 처음 등장하였고, 성 또는 용암동굴에서 살며, 밟으면 잠시 뼈가 흩어지다가, 다시 합체된다.

### 베이비 쿠파
요시 아일랜드에 처음 등장하는 쿠파의 어린 시절의 모습이다. 쿠파주니어와 비슷하지만 콧물을 흘린다. 말을 할줄 아는 것으로 보아 베이비마리오 보다 나이가 많은 것으로 추정된다.

### 뽀꾸뽀꾸
슈퍼마리오브라더스에서 처음 나오는 물고기. 종류는 뽀꾸뽀꾸, 추적뽀꾸뽀꾸, 피쉬본, 볼뚝복어, 가시뽀꾸, 비켜뽀꾸, 귀상이등이 있다.

### 부웅부웅
슈퍼 마리오 브라더스3에서 처음 나온 적. 중간 보스이다. 유일하게 등껍질에 가시가 없는 네임드 캐릭터이다. 팔 휘두르기, 은신술, 팔 돌리기가 특기다. 여자 버전인
푸웅푸웅이 있다.

### 쿵쿵
가시가 있고 마리오가 그 아래에있으면 낙하하는 적. 슈퍼 마리오 브라더스 3에서 처음 나왔다.슈퍼 마리오 64에서는 마리오 쪽으로 넘어지는 꽈당꽈당이 처음 나온다.

### 하잉바
등껍질을 두르고 있는 거북이 생김새의 적. 거북이는 절대 아니다. 밟으면 엉금엉금처럼 칠 수 있지만 불꽃 공격을 무시한다.

### 가시돌이
하잉바와 비슷한 모양이고, 가시등껍질이 있는 적. 스핀점프를 해야 밟을 수 있다.

### 부끄부끄
부끄부끄,주인공(마리오)가 부끄부끄를 보지 않으면 부끄부끄가 달려든다.
부끄부끄의 지배자는 킹부끄다

### 킹부끄
루이지 맨션의 메인 보스. 마리오카트에서는 플레이 가능 캐릭터로 등장한다.

### 뻐끔플라워
식충식물 모양을 한 적. 2d게임에서는 못 밟지만 몇몇 3d게임에서는 밟을 수있다.

### 케이케이
먹구름을 타고 다니고 발을 구를 때마다 큰 진동을 일으킨다.

### 케이케이 왕
케이케이와 비슷하게 먹구름을 타고 다니지만 조금 더 크고 번개를 다룰 수 있다. 발을 구를 때마다 번개가 나온다.

### 김수한무
구름을 타고 다니며 안경을 썼고 마리오 카트 Wii에서는 맨처음 깃발 드는 역할을 했다. 가시돌이를 던진다.
읏차:헬멧을 쓰고,주인공을 밀쳐낸다.밟거나 엉덩이 찍기 해서 용암으로 떨어트려아 한다.
읏차프린스:읏차랑 비슷한데더더 크고, 밀쳐졌을 때 불을 뿜고,더 좋은 갑옷을 입었고, 우리가 부딫도 읏차가 밀려난다.토간에 넣은 뒤 찌그러졌을 때 밀치면 된다.
데굴락:굴러오는 돌이다.공격해 돌로 만든 후 용암에 던지거나 다른 데굴락한테 던져야 한다.
용암데굴락:데굴락과 비슷한데 파워업 공격만 통하고 밟지 못한다.또 지나온길에 용암이 흘러 가면 안된다.죽이는 방법은 데굴락과 동일.
불:헬멧을 쓰고 있고,밟아 헬멧을 없앤 뒤밟으면 된다.헬멧을 파괴한뒤 오랫동안 밟지 않으면 다시 헬멧을 쓴다.

## 같이 보기
- 쿠파 공주